# Armoiries du Pérou
Le blason du Pérou (officiellement : Blason National) fut adopté par le congrès péruvien le 31 mars 1950.

## Description
- Drapeau du Pérou
- Symboles nationaux péruviens